# Gareth Barry
Gareth Barry (Hastings, 23. veljače 1981.) bivši je engleski nogometaš. Većinu karijere (od 1997. do 2009.) proveo je u birminghamskoj Aston Villi. Godine 2009. prešao je u Manchester City za iznos od 12 milijuna funta.
Za englesku je reprezentaciju debitirao 31. svibnja 2000. u susretu s Ukrajinom.

## Vanjske poveznice
- Statistika  Arhivirana inačica izvorne stranice od 15. srpnja 2010. (Wayback Machine) na soccerbase.com (engl.)